# La Bagne de Tolón

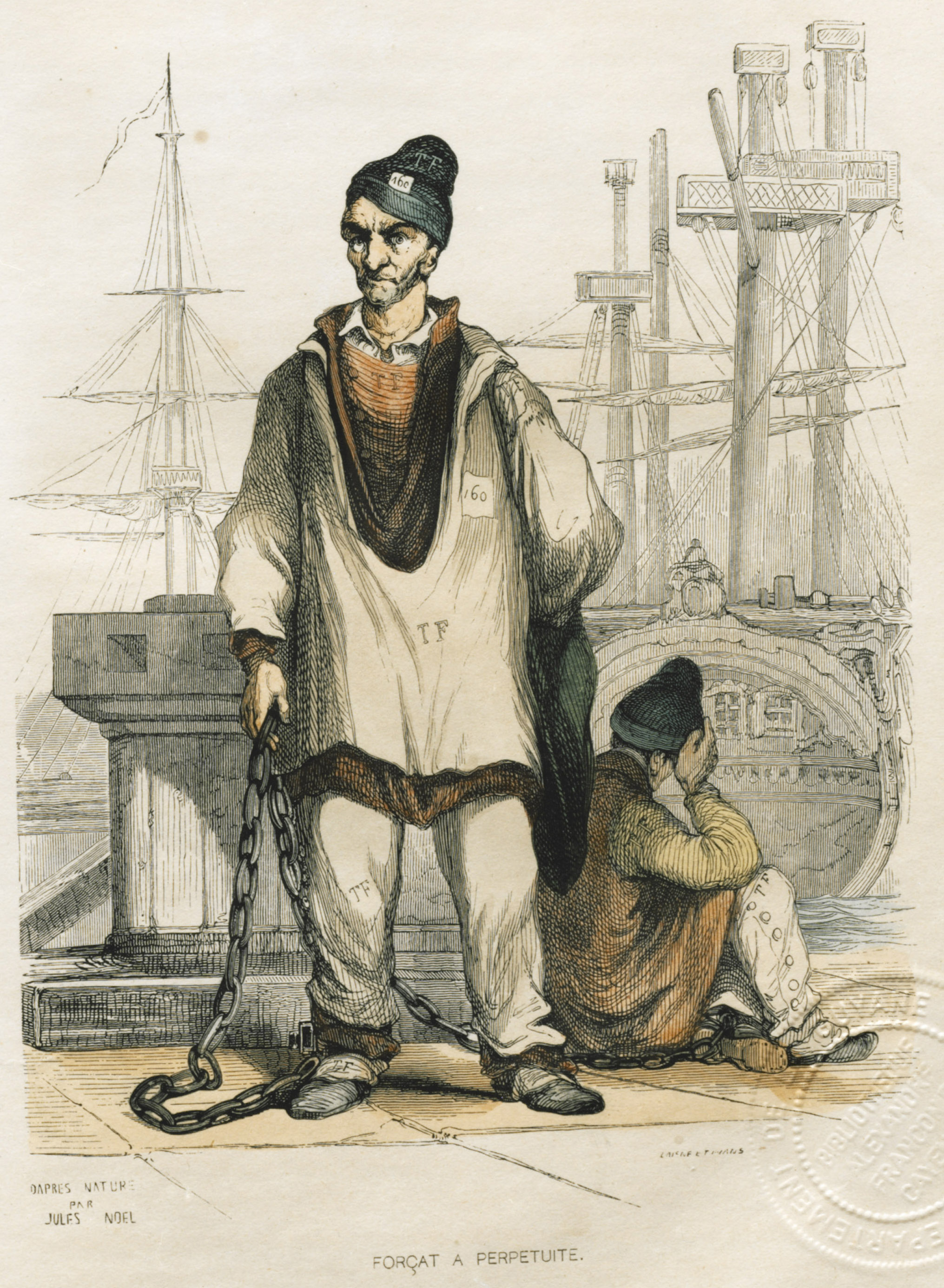
Un bagnard, o prisionero en la Bagne de Tolón, a principios del. (Fuente: Museo del Fuerte Balaguier)

La Bagne de Tolón era la famosa prisión de Tolón, Francia, que se hizo famosa por ser el lugar de encarcelamiento del ficticio Jean Valjean, el héroe de Los Miserables, la novela de Victor Hugo. Fue inaugurada en 1748 y cerrada en 1873.

## Orígenes: las galeras
La bagne fue creada por una ordenanza del rey Luis XV el 27 de septiembre de 1748 para albergar a los convictos que habían sido condenados a remar en las galeras de la flota francesa del Mediterráneo. El decreto establecía, en su artículo 11, que "todas las galeras del puerto serán desarmadas, y los chiourmes (antiguo término para designar a los remeros de las galeras condenados) serán mantenidos en tierra en las bagnes, salas vigiladas, u otros lugares que se designarán para su confinamiento".  El nombre "bagne" procede de la palabra italiana bagno (que da  "baño" en español), nombre de una prisión de Roma que antiguamente había sido un baño romano. Otros autores señalan una prisión en Livorno
Desde el siglo XV, los prisioneros franceses eran condenados a servir en las galeras, a veces incluso por delitos menores. Las galeras eran embarcaciones largas y estrechas con cañones en la proa y una cubierta alta y decorada en la popa. A diferencia de los barcos de vela, podían operar cuando no había viento. Sólo se utilizaban en el Mediterráneo, donde el mar era relativamente tranquilo, y eran totalmente independientes de la Armada, con su propio Gran Almirante. Las galeras se utilizaban tanto para misiones militares como para viajes ceremoniales, por ejemplo transportando al Cardenal de Guisa desde Francia a Roma para la elección de un nuevo Papa tras la muerte de Pablo IV en 1559. En el siglo XVIII, los cambios en las tácticas navales y en las armas hicieron que las galeras quedaran obsoletas, por lo que fueron retiradas del servicio.

## La Bagne

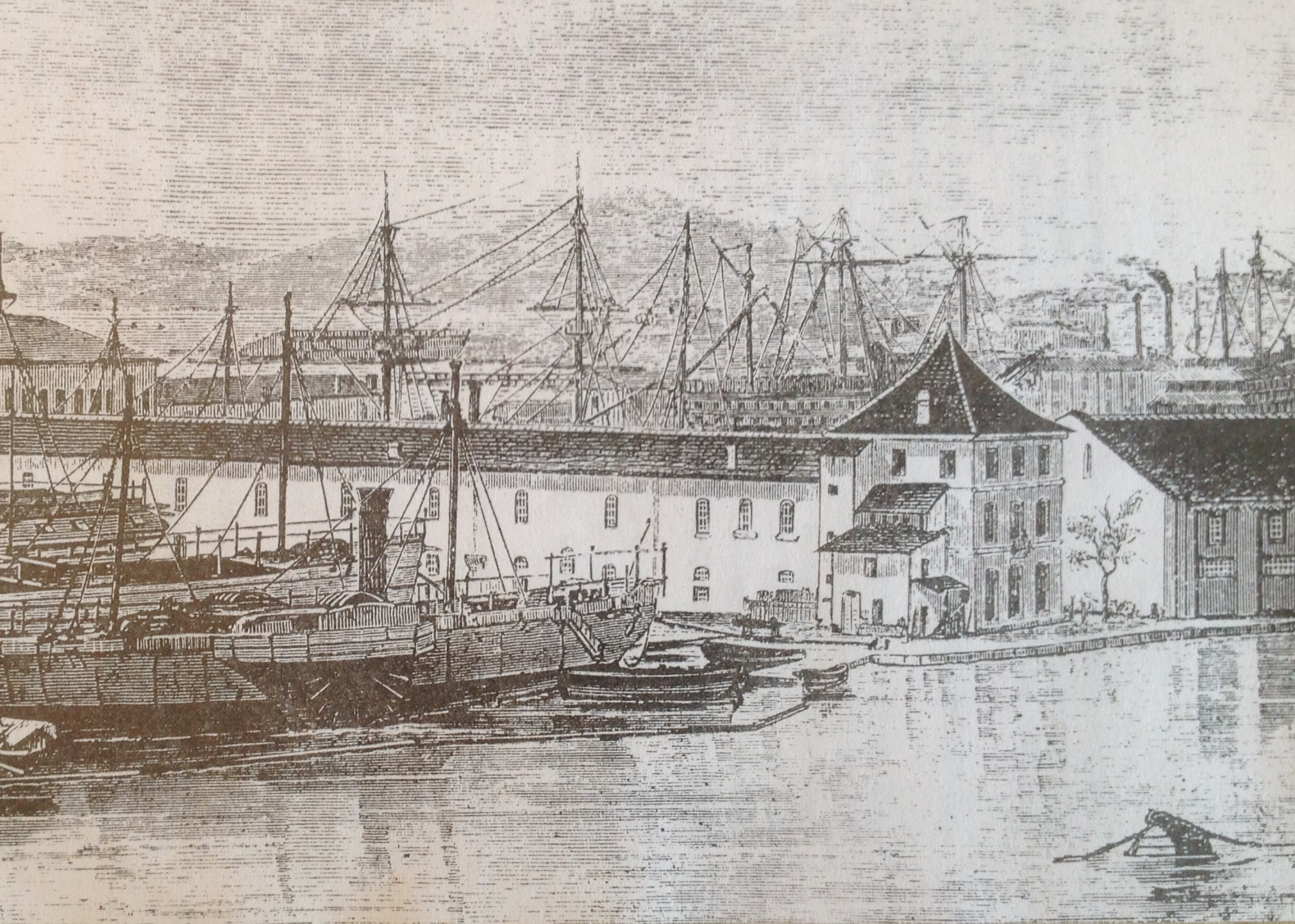
La Bagne de Tolón a mediados del (de Histoire des Baignes depuis leurs Creations jusqu'a nos jours de Pierre Zaccone, París (1869)

Las galeras tenían originalmente su base en Marsella. En 1749, con el nuevo decreto, la flota de galeras se trasladó a Tolón, al puerto y arsenal de la flota francesa del Mediterráneo. A finales del siglo XVIII había unos 3.000 prisioneros en la Bagne. Los presos vivían en las galeras, y luego en buques prisión más grandes, donde las instalaciones sanitarias y de salud eran deplorables. Debido a la mala salud de los presos, en 1777 se instaló un hospital para los presos en una casamata de la muralla sureste del Darse Vauban, el inmenso puerto naval iniciado por Vauban durante el reinado de Luis XIV. La Bagne se situó junto al primer dique seco del Mediterráneo, construido entre 1774 y 1779. En 1797 se construyó un nuevo edificio en el muelle oeste del Darse Vauban. Tenía doscientos metros de longitud y dos pisos de altura, con torres con tejados piramidales en los extremos. El hospital ocupaba el primer piso, en el extremo norte se colocó una capilla para los presos y el resto del edificio estaba ocupado por la administración de la prisión.
Al principio, los prisioneros sanos vivían en las casetas de las murallas o en los barcos-prisión. En 1814 fueron trasladados a un edificio en tierra, de 115 metros de longitud, perpendicular al hospital, situado en el muelle suroeste, entre el Darse Vauban y la entrada del antiguo puerto. Incluso después de la construcción del nuevo edificio, algunos prisioneros siguieron siendo retenidos en los barcos cuando no había lugar en tierra
Atracado junto al Bagne, a la entrada del antiguo puerto, se encontraba un barco francés fuera de servicio, llamado L'Amiral. Anteriormente había sido la fragata Muiron, la que transportó a Napoleón Bonaparte desde Egipto a Francia en 1799. Entonces tenía un solo mástil. Disparaba un cañón todas las mañanas y tardes, la señal para abrir y cerrar las puertas del arsenal y mover las pesadas cadenas que bloqueaban las entradas a los puertos interiores. Si un prisionero escapaba de la bagne, el Amiral disparaba un cañón e izaba una bandera amarilla, que permanecía hasta que el prisionero era recapturado.

## La vida de los presos

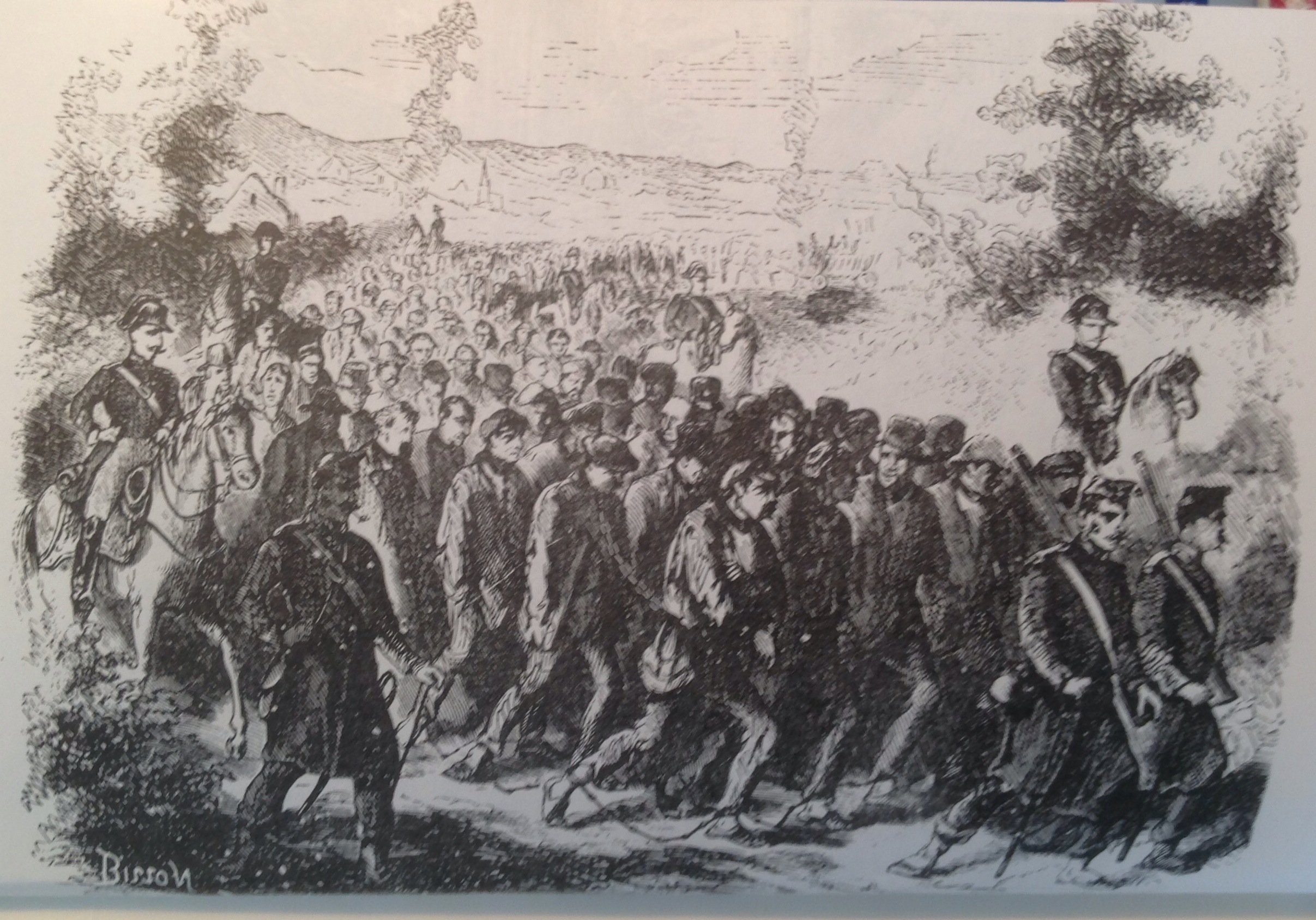
La cadena; prisioneros, encadenados por el cuello, marchando de París a Tolón (de Histoire des Baignes depuis leurs creations jusqu'a nos jours de Pierre Zaccone, París (1869)

En 1836, la Bagne tenía 4.305 prisioneros, de los cuales 1.193 eran condenados a cadena perpetua; 173 a más de veinte años de prisión; 382 a plazos entre dieciséis y veinte años; 387 a plazos entre once y quince años; 1469 a plazos de cinco a diez años; y 700 a plazos inferiores a cinco años.
A partir de 1820, los prisioneros condenados a trabajos forzados eran trasladados, encadenados, desde la prisión de Bicêtre en París hasta Lyon. Los prisioneros eran atados con collares al cuello a una única y larga cadena. Caminaban en grupo, llamado la chaine (la cadena), escoltados por soldados. En las ciudades del trayecto entre París y Lyon, se añadían más prisioneros a la cadena. Los prisioneros llevaban su ropa civil original, en lugar de la ropa de la prisión. Cuando la cadena llegaba a Lyon, los prisioneros, aún encadenados, eran trasladados a barcos abiertos que eran remolcados por el Ródano hasta Arlés, y luego continuaban por tierra hasta Tolón. El viaje completo duraba treinta y cinco días. Más adelante, en el siglo XIX, se abandonó la cadena y los prisioneros eran transportados en vagones cerrados.
Cuando los prisioneros llegaban a Castigneau, una ciudad del puerto de Tolón, eran entregados formalmente al comisario de la Bagne, un oficial de la marina francesa. Allí les quitaban los collares de hierro que llevaban al cuello, les cortaron el pelo y les afeitaban, les daban un baño en grandes palanganas bajo una tienda de campaña, y luego los trasladaban en barco a la Bagne
El color predominante de los trajes de los presos era el rojo, el color tradicional de los uniformes que llevaban las tripulaciones de las galeras en los siglos XVI y XVII. Los trajes de los presos consistían en una camisa blanca, pantalones amarillos, chaleco y bata rojos y una gorra que tenía diferentes colores según la duración de la condena. En los primeros años, los condenados a cadena perpetua llevaban gorros verdes, y todos los demás gorros rojos. Durante la Revolución Francesa, debido a que los revolucionarios llevaban el gorro frigio rojo, símbolo de la libertad, la Convención Francesa prohibió a los presos llevar gorros rojos e iban con la cabeza descubierta. Con Napoleón, los gorros rojos se restablecieron para todos los prisioneros. Los pantalones se abotonaban a lo largo de toda la pierna, para poder quitárselos sin quitarles la anilla de hierro y la cadena del tobillo. Los prisioneros eran afeitados y se les hacía un corte de pelo peculiar, con las patillas de un lado afeitadas y las del otro dejadas crecer, para poder ser identificados más fácilmente si se escapaban.
Un anillo de hierro, llamado manille, se sujetaba a un tobillo. Al manille estaba unida una cadena de hierro de dieciocho eslabones. El anillo y la cadena pesaban juntos siete kilos y 250 gramos. Había cadenas más largas, de veinticuatro eslabones, para los condenados a penas más largas, y para los condenados a cadena perpetua, una anilla triangular adicional para poder ser encadenado a la cama. Antes de la Revolución Francesa y también después de 1810, los presos eran marcados en el hombro con un hierro candente, con las letras TF (travaux forcés, trabajos forzados) y TFP (travaux forcés à perpétuité, trabajos forzados de por vida).

### Comida y bebida
La ración diaria de comida para los prisioneros era escasa: 937 gramos de pan, 125 gramos de judías en sopa y 48 centilitros de vino. Sin embargo, casi todos los prisioneros tenían un empleo que pagaba un pequeño salario, y podían comprar alimentos adicionales: un caldo de verduras a cinco céntimos el litro, o carne a diez céntimos la ración. Los prisioneros utilizaban la palabra "gourgane" (la palabra para "judías" en la lengua provenzal), y utilizaban la misma palabra para referirse a los guardias.

### Empleo

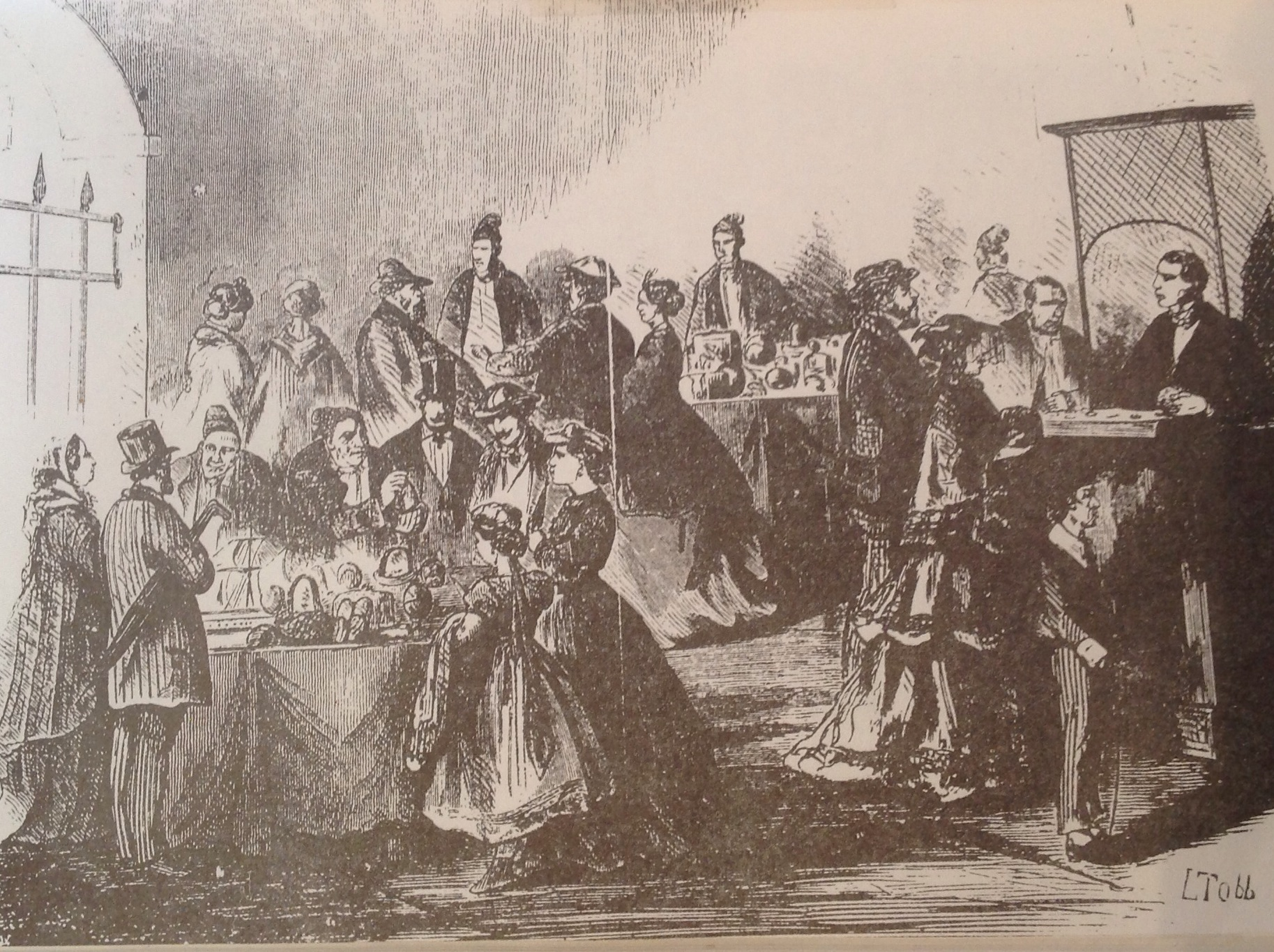
El bazar que vendía artesanías de los presos. (de Histoire des Baignes depuis leurs Creations jusqu'a nos jours de Pierre Zaccone, París (1869)

En los primeros años de la Bagne, sólo los presos con condenas inferiores a quince años eran puestos a trabajar en el arsenal; los demás permanecían encadenados en sus dormitorios. La mala salud de los prisioneros de larga duración y las epidemias en el Bagne llevaron a un cambio de política: todos los prisioneros fueron puestos a trabajar, generalmente en el trabajo manual pesado del puerto, arrastrando cables, girando cabrestantes y transportando suministros. Este trabajo se denominaba fatiga.
En 1821, el comisario de la Marina, Reynaud, observando que los presos que trabajaban se comportaban mejor, inició un programa para formar y emplear a los presos; se les formó como albañiles, carpinteros, canteros, trabajadores del metal y otras profesiones, y se les empleó como secretarios, enfermeros, cocineros y otras profesiones. Algunos prisioneros fueron entrenados para extraer dientes, y sus servicios fueron ofrecidos a un precio razonable a la gente de Toulon. Varios de ellos abrieron sus propias consultas en Tolón al salir de la Bagne.
En años posteriores, los presos tenían derecho, a ciertas horas del día, a hacer artesanías que podían vender a los tolosanos en el bazar, o tienda de regalos de la Bagne. El dinero que ganaban podía emplearse para comprar alimentos adicionales o podía destinarse a un fondo que recibirían al ser liberados. En el museo del Viejo Toulon, cerca de la Cour Lafayette, se expone una colección de objetos fabricados por los prisioneros.

### Castigos

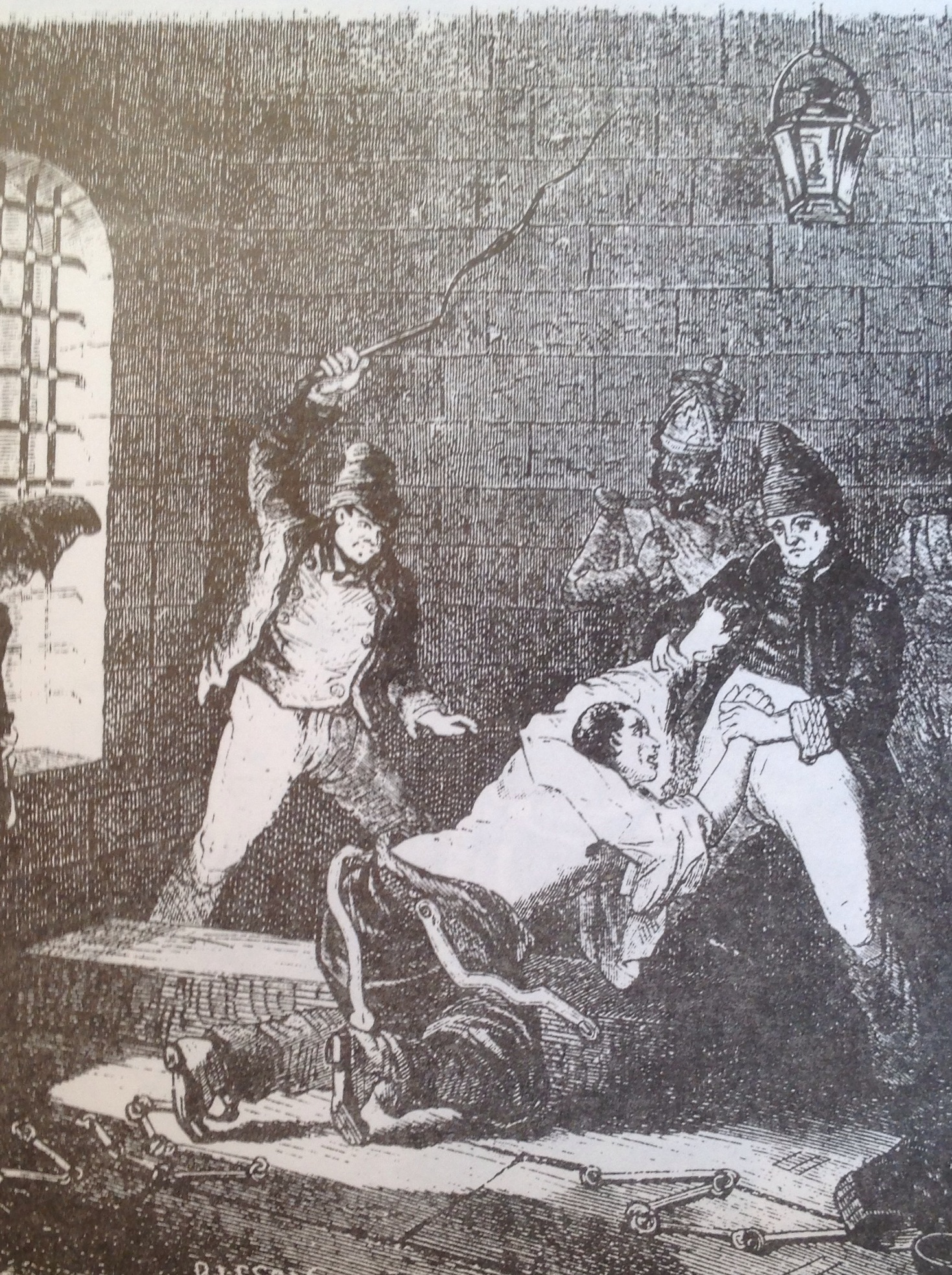
La bastonnade (de Histoire des Baignes depuis leurs créations jusqu'a nos jours de Pierre Zaccone, París (1869)

Por delitos menores, los presos eran castigados con la bastonada, azotados en la espalda con un látigo de cuero. Los presos que habían cometido delitos más graves eran encadenados junto a otro preso y se les encadenaba a la cama por la noche. Si un preso mataba a un guardia o a otro preso, la pena era la muerte. Para esos y otros delitos más graves, la Bagne tenía su propia guillotina, y uno de los presos hacía de verdugo. Todos los bagnards eran convocados para asistir a las ejecuciones, de rodillas y con la cabeza descubierta
Los presos tenían su propio sistema de castigo para otros presos que les espiaban en nombre de los guardias, o que animaban a los presos a fugarse y luego los denunciaban a los guardias para cobrar una recompensa. A veces eran envenenados, apuñalados o eran víctimas de "accidentes" deliberados en el trabajo.

## Administración
El comandante de la Bagne era un comisario de la Marina, y tenía el título oficial de Jefe de Servicios de Chiourmes, siendo Chiourmes el término tradicional para los remeros en las galeras. Los guardias se titulaban grades-chourmes y eran en su mayoría ex soldados en servicio activo que querían un trabajo más fácil. Vestían uniformes azul oscuro con adornos azul claro y una gorra chacó, y estaban armados con un sable o, cuando estaban fuera de la bagne, un rifle cargado. Tenían mala reputación en Tolón y eran conocidos por beber y por su inclinación a la corrupción. Se sabía que los prisioneros sobornaban a los guardias para obtener favores especiales.

## Fugas
Hubo muchos intentos de escapar de la Bagne, pero pocos tuvieron éxito. La forma más común de intentar escapar era, durante sus períodos de trabajo, encontrar un escondite dentro del arsenal, esconder allí algo de comida, esconderse allí hasta la noche y luego tratar de escapar. Escapar era difícil; los talleres del arsenal y el área alrededor de la bagne eran patrullados por guardias, y los soldados vigilaban las puertas de la ciudad y patrullaban pot el campo circundante. Los ciudadanos que denunciaban a un prisionero fugado recibían una recompensa de cincuenta francos para los capturados dentro del arsenal, o de cien francos para los capturados en la ciudad o fuera.

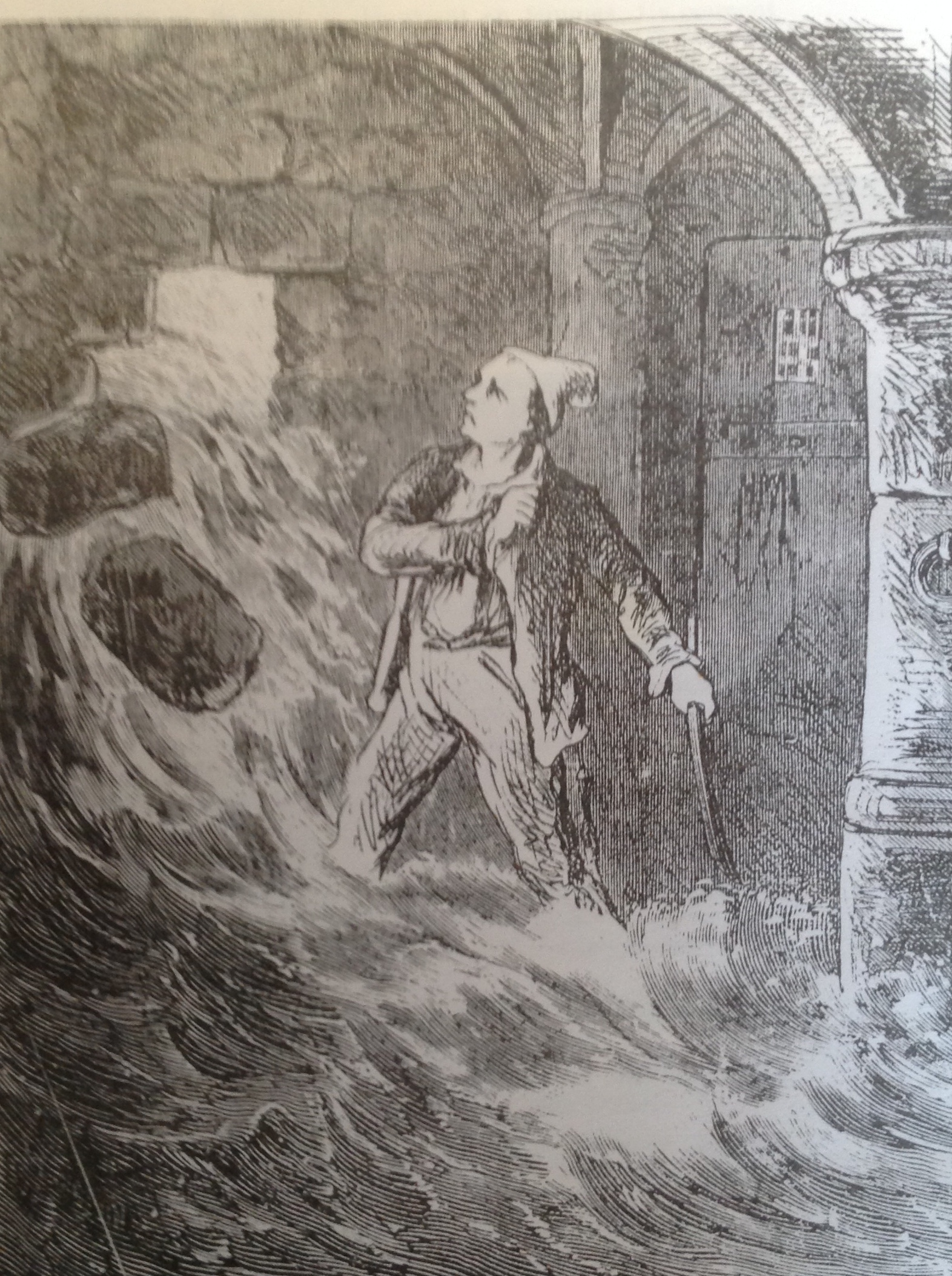
Un intento fallido de fuga (de Histoire des Baignes depuis leurs Creations jusqu'a nos jours de Pierre Zaccone, París (1869)

Sin embargo, algunos lo intentaron. Un prisionero, llamado Gonnet, fue célebre por sus intentos de fuga mal planificados: intentó fugarse siete veces, y fue vuelto a capturar cada vez. Dentro de la bagne, un intento de fuga mal planificado se conocía como gonnette. Otro prisionero llamado Plassou se escondió en un pequeño espacio de la pared, oculto tras piedras y yeso. Esperó hasta el anochecer, rompió el yeso, trepó por el muro, pero fue visto por dos pescadores que dormían junto a la pared y fue entregado a los guardias. Muchos de los fugados fueron capturados por Legueneux, un guardia asistente del juez que vigilaba la puerta principal del arsenal. Conocía los rostros de todos los prisioneros y podía detectar inmediatamente a un bagnard por su peculiar forma de caminar, causada por los años de llevar una pesada cadena.
La noche del 21 al 22 de junio de 1824 se produjo un intento de fuga masiva durante un tiempo muy tormentoso. Quince prisioneros, liderados por un prisionero que era cantero, hicieron un agujero en la pared de su dormitorio, pusieron maniquíes en sus camas, escaparon a través del almacén de pólvora vecino y se dirigieron al muelle. Uno fue herido por un disparo, dos se ahogaron en el puerto por el peso de sus cadenas, pero los otros doce escaparon a la ciudad y al campo. Sin embargo, en ocho días, los doce fugados restantes fueron vueltos a ser capturados
Un grupo de diez prisioneros, que remaban en un bote de suministros a través del puerto de Tolón, logró una rara fuga exitosa. Desarmaron y ataron a los dos guardias y al capitán de su bote, remaron más allá de los puestos de aduanas, desembarcaron al otro lado del puerto, liberaron a sus prisioneros y huyeron. Algunos fueron vueltos a ser capturados más tarde, pero la mayoría nunca fueron encontrados.

## La Revolución y los presos políticos
Durante el asedio de Tolón de 1793 en el curso de la Revolución Francesa, Tolón fue un bastión de los realistas y fue ocupada por los británicos. Cuando los británicos se vieron obligados a partir, en gran parte gracias a las maniobras de Napoleón Bonaparte, entonces un joven oficial de artillería, los británicos prendieron fuego al Arsenal. Los prisioneros de la Bagne ayudaron a los marineros de la armada francesa a apagar los incendios. Durante el Directorio francés, a los prisioneros ricos se les permitió usar ropa de calle ordinaria y pasear libremente fuera de la bagne. En lugar de un anillo de hierro en el tobillo, se les permitió usar un delgado anillo de plata, que estaba en gran parte oculto por sus pantalones. Durante este tiempo, a ciertos presos se les permitió trabajar en el pueblo como jardineros, empleados domésticos, músicos y maestros. Después de que Napoleón tomó el poder en 1799, se restauró el régimen más riguroso.
Después de que Francia comenzara a colonizar Argelia y el norte de África, la Bagne incluyó un contingente de prisioneros musulmanes; se les permitió tener un corte de pelo distintivo, diferente al de los demás prisioneros, aunque tenían que afeitarse la barba. La bagne también tuvo prisioneros militares ocasionalmente, incluidos quinientos soldados prusianos capturados por Napoleón, liberados en 1814, y prisioneros políticos ocasionales, como los que habían participado en varias conspiraciones contra los gobiernos de la Restauración y Louis-Philippe, y la Comuna de París y la Comuna de Marsella de 1871.

## Prisioneros célebres
Algunos de los bagnards, o prisioneros, eran bien conocidos, en particular un famoso impostor llamado Coignard, que pretendía ser el Conde de Santa Elena, y Eugène François Vidocq (23 de julio de 1775 - 11 de mayo de 1857), un criminal francés que más tarde se convirtió en el primer director de Sûreté Nationale y uno de los primeros investigadores privados modernos. Fue condenado a la Bagne de Tolón, llegando el 29 de agosto de 1799. Después de un intento fallido de fuga, volvió a escapar el 6 de marzo de 1800 con la ayuda de una prostituta. A veces se le cita como modelo tanto para Javert como para Jean Valjean en Les Misérables.

## Abolición
A principios del Segundo Imperio de Napoleón III, el gobierno decidió cerrar las prisiones de los puertos navales, que se consideraban indeseables y caras de gestionar. Por tanto, se decidió sustituir las llamadas "bagnes métropolitains", las prisiones dentro de las ciudades, por el transporte a la Guayana Francesa (con la administración central en Saint-Laurent-du-Maroni y la Isla del Diablo, utilizada principalmente para los presos políticos) y, más tarde, también a Numea, en la Nueva Caledonia francesa. Las bagnes de Rochefort y Brest se cerraron en 1852 y 1858 respectivamente, pero Tolón, la más grande, tardó más en vaciarse. Finalmente se cerró, y los edificios fueron utilizados por la Marina como oficinas y depósitos. Los edificios sobrevivieron hasta 1944, cuando la bagne fue destruida casi por completo por un bombardeo aliado. Lo único que queda hoy es un fragmento de muro en el lado sureste de la Darse Vauban.

## En la literatura
Casi todos los escritores importantes del período romántico, como Victor Hugo, Honoré de Balzac, Alexandre Dumas, George Sand, Prosper Mérimée y Gustave Flaubert pasaron por Tolón para ver la bagne por sí mismos. Stendhal fue en 1838 a visitar el arsenal, pero se negó a hacer la tradicional visita a la bagne, alegando su "horror" a conocer a los internos; "la fealdad en todos los puntos ya me había deprimido bastante".
- Las Memorias de Francois Vidocq, publicadas en 1828, describen su experiencia como prisionero tanto en las bagnes de Brest como en Tolón. Tras su carrera criminal, se hizo famoso como el primer jefe de la Sureté, la rama de élite de la policía francesa. Con varias modificaciones, Vidocq regresó como un personaje ficticio y, a menudo, se lo cita como modelo para Jean Valjean en Les Misérables. (1862).
- Otro personaje inspirado en Vidocq, Vautrin, aparece en tres de las novelas de Honoré de Balzac dentro de Le Comédie Humaine (1834-1835); Le Père Goriot, Splendeurs et Misères des courtesans (1838-1847) e Illusions Perdues .
- Los misterios de París (1842-1843) de Eugène Sue presenta a un antiguo personaje bagnard llamado Chourineur.[20]
- Gaspard Caderousse y Benedetto, también conocido como Andrea Cavalcanti, son bagnards que aparecen en El conde de Montecristo (1844), de Alexandre Dumas, père . Una historia de Dumas, Gabriel Lambert, también protagonizada por un bagnard, fue adaptada para el escenario bajo el nombre Le Bagnard de l'opéra .
- Rocambole de Pierre Alexis Ponson du Terrail está encarcelado en la Bagne en su tercera novela, Les Exploits de Rocambole (1858-1859).
- Jean Valjean en Los Miserables (1862) de Victor Hugo fue el bagnard más famoso de la literatura francesa. Al principio de la novela, acababa de ser liberado de la bagne, y más tarde es enviado de vuelta y luego escapa, tras rescatar a un marinero, lanzándose desde el mástil de un barco al puerto. Hugo viajó a Toulon en 1839 y visitó la bagne, tomando extensas notas, y expresando su fuerte disgusto por toda la institución. En una página de sus notas escribió, en grandes letras de molde, un posible nombre para un héroe de su historia: JEAN TRÉJEAN. No empezó a escribir la novela hasta 1845, cuando Jean Tréjean se convirtió en Jean Valjean[22]
- Una de las primeras historias del joven Julio Verne, La Destinée de Jean Morénas, tiene como protagonista principal a un prisionero que se dirige a Tolón.[23]